# ボサボール

ボサボールのコート

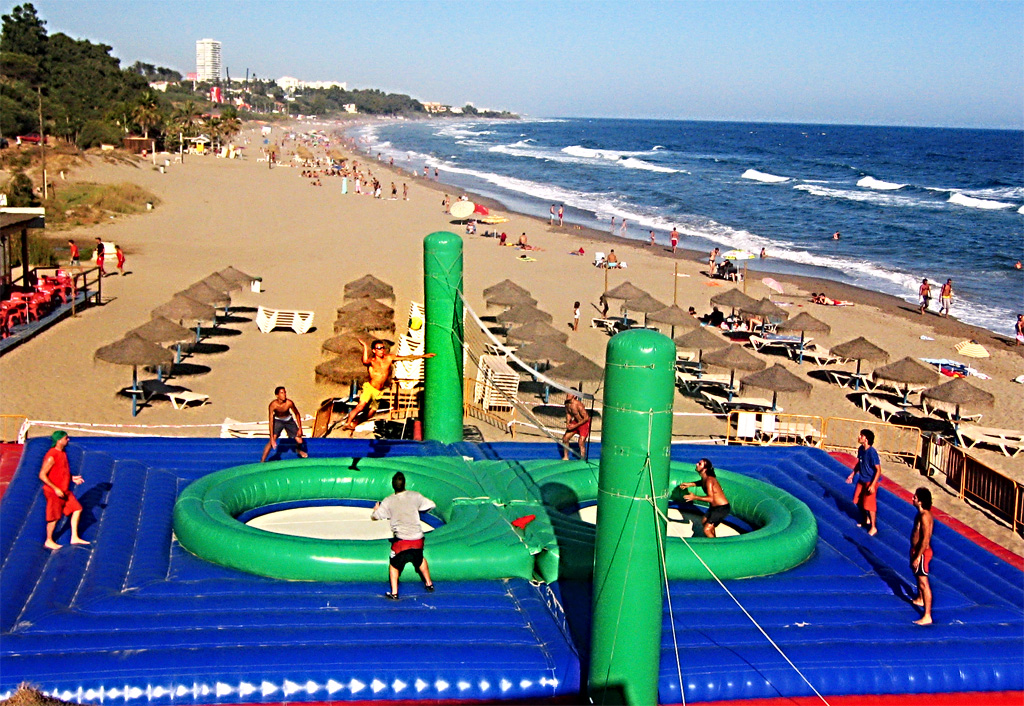
中央の白いエリアはトランポリン

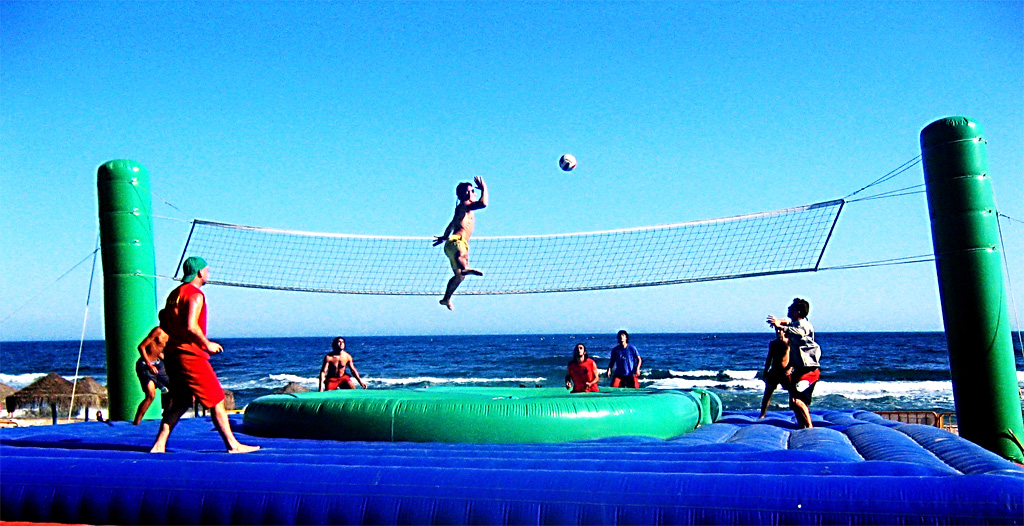
スパイク

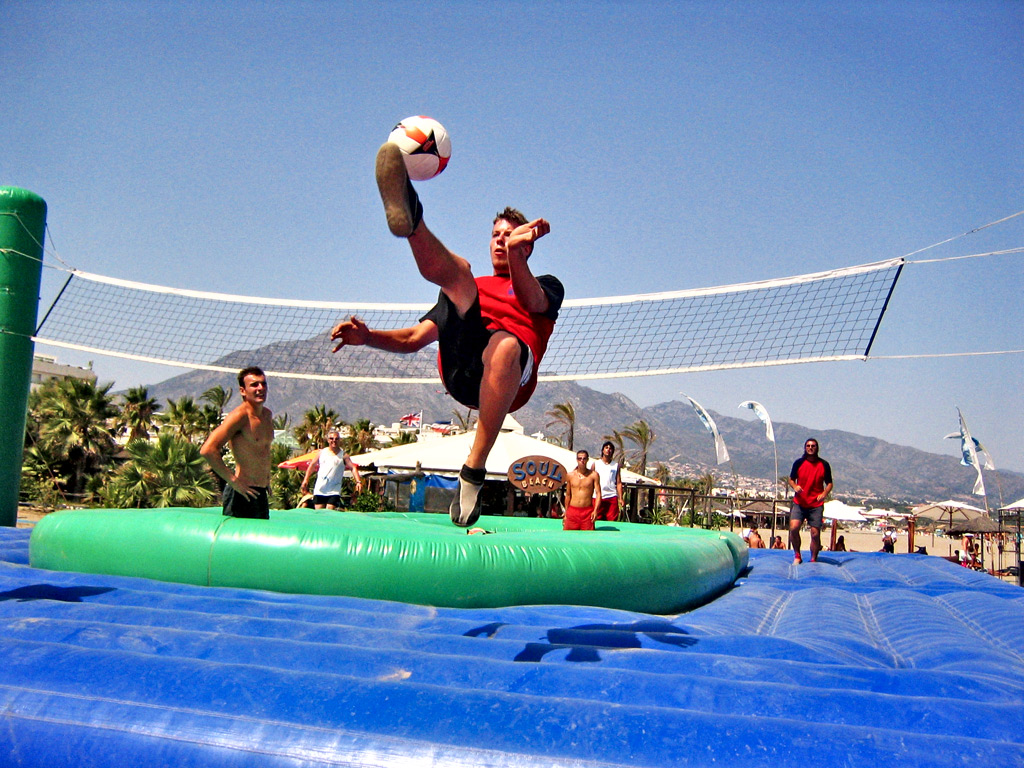
足を使ったサーブ

ボサボール（Bossaball）はスペインで考案された球技。

## 概説
ボサボールはバレーボールに似ているが、サッカーや体操の要素も含んでいる。コートと一体となったトランポリンが両陣営に置かれ、プレイヤーはトランポリンを使って高く跳ね上がりスパイクを打つことができる。